# اچ‌ام‌اس گلاتون (۱۸۷۱)
اچ‌ام‌اس گلاتون (۱۸۷۱) (به انگلیسی: HMS Glatton (1871)) یک کشتی بود که طول آن ۲۴۵ فوت ۹ اینچ (۷۴٫۹۰ متر) بود. این کشتی در سال ۱۸۷۱ ساخته شد.